# Eleição municipal de João Pessoa em 2016
A eleição municipal da cidade brasileira de João Pessoa ocorreu em 2 de outubro de 2016 para eleger um prefeito, um vice-prefeito e 27 vereadores para a administração da cidade. Luciano Cartaxo, do PSD, reelegeu-se ainda no primeiro turno, com 222.689 votos, contra 125.146 de Cida Ramos, do PSB.
As convenções partidárias para a escolha dos candidatos ocorreram entre 20 de julho e 5 de agosto.
Segundo a lei eleitoral em vigor, o sistema de dois turnos - caso o candidato mais votado recebesse menos de 50% +1 dos votos - está disponível apenas em cidades com mais de 200 mil eleitores. Nas cidades onde houver segundo turno, a propaganda eleitoral gratuita voltará a ser exibida em 15 de outubro e terminará em 28 de outubro. A vitória de Luciano Cartaxo, no entanto, inviabilizou a realização do segundo turno na capital paraibana.

## Candidaturas oficializadas
| Candidatos             | Candidatos à vice    | Número eleitoral | Coligação | Tempo de horário eleitoral |
| ---------------------- | -------------------- | ---------------- | --- | -------------------------- |
| Charliton Machado (PT) | Nelson Lira (PT)     | 13               | PT (sem coligação)                                                                                             | 1 minuto e 35 segundos     |
| Cida Ramos (PSB)       | Wilson Filho (PTB)   | 40               | "Trabalho de Verdade" (PSB, PTB, PR, PDT, PPS, PRB, PROS, REDE, PRTB, PEN, PMB, PTC, PTdoB, PSL, PPL, PV, PRP) | 3 minutos e 8 segundos     |
| Victor Hugo (PSOL)     | Alécio Costa (PSOL)  | 50               | PSOL (sem coligação)                                                                                           | 21 segundos                |
| Luciano Cartaxo (PSD)  | Manoel Junior (PMDB) | 55               | "Força da União por João Pessoa" (PSD, PMDB, PSDB, DEM, PP, SD, PCdoB, PSC, PRB, PSDC, PMN, PHS, PTN)          | 4 minutos e 54 segundos    |

## Coligações proporcionais
| Coligação                            | Partidos                 |
| ------------------------------------ | ------------------------ |
| Força da União por João Pessoa 1     | PSD/PSDB/DEM/PHS/PTN     |
| Força da União por João Pessoa 2     | PMDB/PSC                 |
| Força da União por João Pessoa 3     | PCdoB/PSDC               |
| Força da União por João Pessoa 4     | PRB/PMN                  |
| Unidos Pelo Progresso de João Pessoa | PP/Solidariedade         |
| Trabalho de Verdade 1                | PSB/PRP                  |
| Trabalho de Verdade 2                | PRTB/PV/PROS             |
| Trabalho de Verdade 3                | PPS/PTdoB                |
| Trabalho de Verdade 4                | PSL/PPL/REDE             |
| Trabalho de Verdade 5                | PDT/PTB/PMB              |
| Sem coligação                        | PT, PR, PSOL, PSTU e PTC |

### Candidatos a vereador[11]
| Nº    | Candidato                   | Partido | Coligação                            | Situação               |
| 15111 | Abraão Cavalcanti           | PMDB    | Força da União por João Pessoa 1     | Deferido               |
| 65660 | Adauto Brito                | PCdoB   | Força da União por João Pessoa 3     | Deferido               |
| 14111 | Adauto Fernandes            | PTB     | Trabalho de Verdade 6                | Deferido               |
| 65700 | Adelson Brandão             | PCdoB   | Força da União por João Pessoa 3     | Deferido               |
| 36036 | Adolfo Marques              | PTC     | PTC                                  | Deferido               |
| 50555 | Adonai Golombko             | PSOL    | PSOL                                 | Deferido               |
| 22223 | Adriana Barros              | PR      | Trabalho de Verdade 5                | Deferido               |
| 50002 | Adriana Rocha               | PSOL    | PSOL                                 | Deferido               |
| 36015 | Adriano Vasconcelos         | PTC     | PTC                                  | Deferido               |
| 13001 | Alana Melo                  | PT      | PT                                   | Deferido               |
| 43007 | Alberto Black               | PV      | Trabalho de Verdade 2                | Deferido               |
| 14321 | Aldo                        | PTB     | Trabalho de Verdade 6                | Deferido               |
| 65888 | Alessandro                  | PCdoB   | Força da União por João Pessoa 3     | Deferido               |
| 17870 | Alessandro Algodão Doce     | PSL     | Trabalho de Verdade 4                | Deferido               |
| 55455 | Alexandre Bonifácio         | PSD     | Força da União por João Pessoa 1     | Deferido               |
| 10192 | Alexandre Ítalo             | PRB     | Força da União por João Pessoa 4     | Deferido               |
| 70505 | Alexandre Medeiros          | PTdoB   | Trabalho de Verdade 3                | Deferido               |
| 15444 | Alex Clarck                 | PMDB    | Força da União por João Pessoa 2     | Deferido               |
| 20789 | Alex Soares                 | PSC     | Força da União por João Pessoa 2     | Deferido               |
| 18000 | Alfredo Ferretti            | REDE    | Trabalho de Verdade 4                | Deferido               |
| 50999 | Allana                      | PSOL    | PSOL                                 | Indeferido             |
| 90222 | Alysson Campelo             | PROS    | Trabalho de Verdade 2                | Deferido               |
| 77113 | Alzeni Cabral               | SD      | Unidos Pelo Progresso de João Pessoa | Deferido               |
| 33833 | Alzenira                    | PMN     | Força da União por João Pessoa 4     | Deferido               |
| 31111 | Ana da Agência              | PHS     | Força da União por João Pessoa 1     | Deferido               |
| 11234 | Ana Diniz                   | PP      | Unidos Pelo Progresso de João Pessoa | Deferido               |
| 20038 | Ana Gaudêncio               | PSC     | Força da União por João Pessoa 2     | Indeferido             |
| 55221 | Ana Paula do Povão          | PSD     | Força da União por João Pessoa 1     | Deferido               |
| 35155 | André Firmino               | PMB     | Trabalho de Verdade 6                | Deferido               |
| 25800 | André Luís                  | DEM     | Trabalho de Verdade 5                | Deferido               |
| 35555 | André Sales                 | PMB     | Trabalho de Verdade 6                | Deferido               |
| 40234 | Ângela Chaves               | PSB     | Trabalho de Verdade 1                | Indeferido             |
| 31345 | Antônio Valério             | PHS     | Força da União por João Pessoa 1     | Indeferido             |
| 54111 | Aranha                      | PPL     | Trabalho de Verdade 4                | Deferido               |
| 11552 | Araújo dos Santos           | PP      | Unidos Pelo Progresso de João Pessoa | Deferido               |
| 65369 | Ariane Kethelly             | PCdoB   | Força da União por João Pessoa 3     | Deferido               |
| 36999 | Arroz                       | PTC     | PTC                                  | Deferido               |
| 22122 | Audir                       | PR      | Trabalho de Verdade 5                | Deferido               |
| 44190 | Barbosa de Mandacaru        | PRP     | Trabalho de Verdade 1                | Deferido               |
| 55200 | Benilton Lucena             | PSD     | Força da União por João Pessoa 1     | Deferido               |
| 12999 | Bernadete Bezerra           | PDT     | Trabalho de Verdade 6                | Deferido               |
| 90666 | Betânia de Andrade          | PROS    | Trabalho de Verdade 2                | Deferido               |
| 28111 | Beto Braz                   | PRTB    | Trabalho de Verdade 2                | Deferido               |
| 40555 | Beto Pirulito               | PSB     | Trabalho de Verdade 1                | Deferido               |
| 55055 | Bira Pereira                | PSD     | Força da União por João Pessoa 1     | Deferido               |
| 10123 | Bispo José Luiz             | PRB     | Força da União por João Pessoa 4     | Deferido               |
| 20333 | Bosquinho                   | PSC     | Força da União por João Pessoa 2     | Deferido               |
| 10002 | Branco Gás                  | PRB     | Força da União por João Pessoa 4     | Deferido               |
| 11789 | Brandon Bezerra             | PP      | Unidos Pelo Progresso de João Pessoa | Deferido               |
| 23123 | Bruno Farias                | PPS     | Trabalho de Verdade 3                | Deferido               |
| 25123 | Bruno Ribeiro               | DEM     | Trabalho de Verdade 5                | Deferido               |
| 13522 | Cabo Galdino                | PT      | PT                                   | Deferido               |
| 54123 | Cabral do Rangel            | PPL     | Trabalho de Verdade 4                | Deferido               |
| 13666 | Carla Ferreira              | PT      | PT                                   | Deferido               |
| 27777 | Carlão                      | PSDC    | Força da União por João Pessoa 3     | Deferido               |
| 90224 | Carlão do Cristo            | PROS    | Trabalho de Verdade 2                | Deferido               |
| 28671 | Carlos do Consignado        | PRTB    | Trabalho de Verdade 2                | Renúncia               |
| 22444 | Carlos Eduardo              | PR      | Trabalho de Verdade 5                | Deferido               |
| 11112 | Carlos Santana              | PP      | Unidos Pelo Progresso de João Pessoa | Deferido               |
| 11999 | Cedric                      | PP      | Unidos Pelo Progresso de João Pessoa | Deferido               |
| 36120 | Célia Alves                 | PTC     | PTC                                  | Deferido               |
| 36100 | Célia Frade                 | PTC     | PTC                                  | Deferido               |
| 50019 | Célio Martins               | PSOL    | PSOL                                 | Deferido               |
| 10345 | Chef Adeilton               | PRB     | Força da União por João Pessoa 4     | Deferido               |
| 70111 | Chico do Sindicato          | PTdoB   | Trabalho de Verdade 3                | Deferido               |
| 13300 | Chico Ramalho               | PT      | PT                                   | Deferido               |
| 17100 | Cida Menezes                | PSL     | Trabalho de Verdade 4                | Renúncia               |
| 17200 | Cida Xavier                 | PSL     | Trabalho de Verdade 4                | Deferido               |
| 22321 | Cimaria Ernesto             | PR      | Trabalho de Verdade 5                | Indeferido             |
| 70001 | Cláudia Alves               | PTdoB   | Trabalho de Verdade 3                | Deferido               |
| 40818 | Cláudio Rodrigues           | PSB     | Trabalho de Verdade 1                | Deferido               |
| 54254 | Clausio Farias              | PPL     | Trabalho de Verdade 4                | Deferido               |
| 50242 | Colorau                     | PSOL    | PSOL                                 | Deferido               |
| 15666 | Coronel Maquir              | PMDB    | Força da União por João Pessoa 2     | Deferido               |
| 10234 | Cosme Vasconcelos           | PRB     | Força da União por João Pessoa 4     | Deferido               |
| 33555 | Cosmo                       | PMN     | Força da União por João Pessoa 4     | Deferido               |
| 36845 | Cristiana                   | PTC     | PTC                                  | Deferido               |
| 31003 | Cristian Maia               | PHS     | Força da União por João Pessoa 1     | Deferido               |
| 90000 | Cristiano Possidônio        | PROS    | Trabalho de Verdade 2                | Deferido               |
| 14777 | Cristiano Sitônio           | PTB     | Trabalho de Verdade 6                | Deferido               |
| 70888 | Cristiano Souto             | PTdoB   | Trabalho de Verdade 3                | Deferido               |
| 65165 | Cristina Moraes             | PCdoB   | Força da União por João Pessoa 3     | Deferido               |
| 90456 | Daia                        | PROS    | Trabalho de Verdade 2                | Deferido               |
| 13880 | Dalmo Oliveira              | PT      | PT                                   | Deferido               |
| 27555 | Dalva Nobre                 | PSDC    | Força da União por João Pessoa 3     | Deferido               |
| 11456 | Damásio Franca Neto         | PP      | Unidos Pelo Progresso de João Pessoa | Deferido               |
| 65321 | Daniel Bandeira             | PCdoB   | Força da União por João Pessoa 3     | Deferido               |
| 27444 | Daniel Cruz                 | PSDC    | Força da União por João Pessoa 3     | Deferido               |
| 36357 | Daniel Lopes                | PTC     | PTC                                  | Deferido               |
| 40585 | Danny Paollo                | PSB     | Trabalho de Verdade 1                | Deferido               |
| 13002 | Danúbia Melo                | PT      | PT                                   | Deferido               |
| 15015 | Dário Queiroz               | PMDB    | Força da União por João Pessoa 2     | Deferido               |
| 33222 | Davi Bolinha                | PMN     | Força da União por João Pessoa 4     | Deferido               |
| 43333 | Davi Teixeira               | PV      | Trabalho de Verdade 2                | Deferido               |
| 70333 | Dayanny                     | PTdoB   | Trabalho de Verdade 3                | Deferido               |
| 55755 | Déborah Suelda              | PSD     | Força da União por João Pessoa 1     | Deferido               |
| 70345 | Del                         | PTdoB   | Trabalho de Verdade 3                | Deferido               |
| 17015 | Del Pescador                | PSL     | Trabalho de Verdade 4                | Deferido               |
| 36333 | Delegada Joana D'Arc        | PTC     | PTC                                  | Deferido               |
| 65000 | Demas Joaquim               | PCdoB   | Força da União por João Pessoa 3     | Deferido               |
| 12345 | Demétrius Babu              | PDT     | Trabalho de Verdade 6                | Deferido               |
| 36123 | Denilzo Batista             | PTC     | PTC                                  | Deferido               |
| 11666 | Denise Alencar              | PP      | Unidos Pelo Progresso de João Pessoa | Deferido               |
| 28028 | Denize Brasil               | PRTB    | Trabalho de Verdade 2                | Deferido               |
| 36191 | Deo Nunes                   | PTC     | PTC                                  | Deferido               |
| 36614 | Diácono Luiz Ricardo        | PTC     | PTC                                  | Renúncia               |
| 55333 | Did Gomes                   | PSD     | Força da União por João Pessoa 1     | Deferido               |
| 15155 | Dihêgo Amaranto             | PMDB    | Força da União por João Pessoa 2     | Deferido               |
| 22111 | Dilva Santos                | PR      | Trabalho de Verdade 5                | Deferido               |
| 17789 | Dilza Correia               | PSL     | Trabalho de Verdade 4                | Deferido               |
| 33789 | Dinho                       | PMN     | Força da União por João Pessoa 4     | Deferido               |
| 10555 | Diogo Souto                 | PRB     | Força da União por João Pessoa 4     | Deferido               |
| 14333 | Djalvani Fonseca            | PTB     | Trabalho de Verdade 6                | Deferido               |
| 22222 | Djanilson                   | PR      | Trabalho de Verdade 5                | Deferido               |
| 90888 | Dona Zezé                   | PROS    | Trabalho de Verdade 2                | Deferido               |
| 55222 | Dr. Aníbal Marcolino        | PSD     | Força da União por João Pessoa 1     | Deferido               |
| 20000 | Dr. Barbosa                 | PSC     | Força da União por João Pessoa 2     | Deferido               |
| 45645 | Dr. Luís Flávio             | PSDB    | Força da União por João Pessoa 1     | Deferido               |
| 14100 | Dr. Ricardo                 | PTB     | Trabalho de Verdade 6                | Deferido               |
| 11600 | Dra. France                 | PP      | Unidos Pelo Progresso de João Pessoa | Deferido               |
| 11411 | Durval Ferreira             | PP      | Unidos Pelo Progresso de João Pessoa | Deferido               |
| 35333 | Éder Caxias                 | PMB     | Trabalho de Verdade 6                | Deferido               |
| 35777 | Edilane                     | PMB     | Trabalho de Verdade 6                | Deferido               |
| 28228 | Edilane Félix               | PRTB    | Trabalho de Verdade 2                | Deferido               |
| 17500 | Edivaldo Melo               | PSL     | Trabalho de Verdade 4                | Deferido               |
| 65656 | Edival Gomes                | PCdoB   | Força da União por João Pessoa 3     | Deferido               |
| 11777 | Edmilson do Róger           | PCdoB   | Unidos Pelo Progresso de João Pessoa | Renúncia               |
| 33348 | Edna                        | PMN     | Força da União por João Pessoa 4     | Deferido               |
| 50050 | Ednaldo Luciano             | PSOL    | PSOL                                 | Deferido               |
| 19000 | Ednaldo Silva               | PTN     | Força da União por João Pessoa 1     | Deferido               |
| 25444 | Edrizio Costa               | DEM     | Trabalho de Verdade 5                | Deferido               |
| 11122 | Edson Cruz                  | PP      | Unidos Pelo Progresso de João Pessoa | Deferido               |
| 36303 | Eduardo Abath               | PTC     | PTC                                  | Deferido               |
| 17540 | Eduardo Caetano             | PSL     | Trabalho de Verdade 4                | Deferido               |
| 28222 | Eduardo Carneiro            | PRTB    | Trabalho de Verdade 2                | Deferido               |
| 25888 | Eduardo Felizardo           | DEM     | Trabalho de Verdade 5                | Deferido               |
| 17222 | Eduardo do José Américo     | PSL     | Trabalho de Verdade 4                | Indeferido com recurso |
| 17001 | Eduardo Mineral             | PSL     | Trabalho de Verdade 4                | Deferido               |
| 17333 | Eduardo Teodoro             | PSL     | Trabalho de Verdade 4                | Deferido               |
| 55666 | Edvaldo do Cidade Verde     | PSD     | Força da União por João Pessoa 1     | Indeferido             |
| 35111 | Edvânia                     | PMB     | Trabalho de Verdade 6                | Deferido               |
| 54321 | Egrimá Máximo               | PPL     | Trabalho de Verdade 4                | Deferido               |
| 55666 | Eliná Felinto               | PSD     | Força da União por João Pessoa 1     | Deferido               |
| 33124 | Elisangela Pereira          | PMN     | Força da União por João Pessoa 4     | Deferido               |
| 45000 | Eliza Virgínia              | PSDB    | Força da União por João Pessoa 1     | Deferido               |
| 36986 | Elma                        | PTC     | PTC                                  | Deferido               |
| 70999 | Elosman Nunes               | PTdoB   | Trabalho de Verdade 3                | Deferido               |
| 43222 | Elvis Edmundo               | PV      | Trabalho de Verdade 2                | Deferido               |
| 28100 | Emoções                     | PRTB    | Trabalho de Verdade 2                | Deferido               |
| 65678 | Enfermeiro Valdevino Neto   | PCdoB   | Força da União por João Pessoa 3     | Deferido               |
| 25250 | Ênio Sertanejo              | DEM     | Trabalho de Verdade 5                | Deferido               |
| 11145 | Estrela                     | PP      | Unidos Pelo Progresso de João Pessoa | Deferido               |
| 40504 | Eudes                       | PSB     | Trabalho de Verdade 1                | Deferido               |
| 23023 | Eugênia Victal              | PPS     | Trabalho de Verdade 3                | Deferido               |
| 90123 | Eurípedes Leal              | PROS    | Trabalho de Verdade 2                | Indeferido             |
| 90789 | Evandro                     | PROS    | Trabalho de Verdade 2                | Deferido               |
| 14789 | Everaldo Andrade            | PTB     | Trabalho de Verdade 6                | Deferido               |
| 40666 | Fabíola Rezende             | PSB     | Trabalho de Verdade 1                | Deferido               |
| 20500 | Fabrício Marsicano          | PSC     | Força da União por João Pessoa 2     | Deferido               |
| 55678 | Fátima Miranda              | PSD     | Força da União por João Pessoa 1     | Deferido               |
| 17999 | Felipe Leitão               | PSL     | Trabalho de Verdade 4                | Deferido               |
| 70555 | Felipe Teles                | PTdoB   | Trabalho de Verdade 3                | Deferido               |
| 14001 | Félix Lima                  | PTB     | Trabalho de Verdade 6                | Deferido               |
| 55999 | Fernanda Benvenutty         | PSD     | Força da União por João Pessoa 1     | Deferido               |
| 28888 | Fernando Antônio            | PRTB    | Trabalho de Verdade 2                | Deferido               |
| 10700 | Fernando do Grotão          | PRB     | Força da União por João Pessoa 4     | Deferido               |
| 65322 | Filipe Freire               | PCdoB   | Força da União por João Pessoa 3     | Deferido               |
| 11211 | Flaviano Taxista            | PP      | Unidos Pelo Progresso de João Pessoa | Deferido               |
| 31031 | Flávio Monteiro             | PHS     | Força da União por João Pessoa 1     | Deferido               |
| 14255 | Floriano                    | PTB     | Trabalho de Verdade 6                | Deferido               |
| 15512 | Francisco Ideião            | PMDB    | Força da União por João Pessoa 2     | Deferido               |
| 25177 | Franklin Costa              | DEM     | Trabalho de Verdade 5                | Deferido               |
| 13800 | Fuba                        | PT      | PT                                   | Deferido               |
| 77000 | Galega                      | SD      | Unidos Pelo Progresso de João Pessoa | Deferido               |
| 33345 | Garcia da Metalúrgica       | PMN     | Força da União por João Pessoa 4     | Deferido               |
| 27333 | Geraldinho                  | PSDC    | Força da União por João Pessoa 3     | Deferido               |
| 35678 | Geraldo Carneiro            | PMB     | Trabalho de Verdade 6                | Deferido               |
| 70277 | Geraldo Potência            | PTdoB   | Trabalho de Verdade 3                | Indeferido             |
| 31222 | Germano Ribeiro             | PHS     | Força da União por João Pessoa 1     | Deferido               |
| 23100 | Gigi Rocha                  | PPS     | Trabalho de Verdade 3                | Deferido               |
| 10190 | Gilberto Silva              | PRB     | Força da União por João Pessoa 4     | Deferido               |
| 17777 | Gilmar Batista              | PSL     | Trabalho de Verdade 4                | Deferido               |
| 54444 | Gilda Rosa                  | PPL     | Trabalho de Verdade 4                | Deferido               |
| 36700 | Gil Roberto                 | PTC     | PTC                                  | Deferido               |
| 54999 | Gisélia Botafogo            | PPL     | Trabalho de Verdade 4                | Deferido               |
| 17000 | Givanildo Melo              | PSL     | Trabalho de Verdade 4                | Deferido               |
| 65111 | Gláucia da Ilha             | PCdoB   | Força da União por João Pessoa 3     | Deferido               |
| 65200 | Gorete Mamede               | PCdoB   | Força da União por João Pessoa 3     | Deferido               |
| 28333 | Gorete Sales                | PRTB    | Trabalho de Verdade 2                | Indeferido             |
| 50878 | Graça Pereira               | PSOL    | PSOL                                 | Deferido               |
| 65789 | Guga                        | PCdoB   | Força da União por João Pessoa 3     | Deferido               |
| 10000 | Guto Clerot                 | PRB     | Força da União por João Pessoa 4     | Indeferido             |
| 18128 | Harlam Medeiros             | REDE    | Trabalho de Verdade 4                | Deferido               |
| 11010 | Helena Holanda              | PP      | Unidos Pelo Progresso de João Pessoa | Deferido               |
| 17065 | Hellen Paulino              | PSL     | Trabalho de Verdade 4                | Indeferido             |
| 65123 | Helton Renê                 | PCdoB   | Força da União por João Pessoa 3     | Deferido               |
| 15123 | Heraldo Teixeira            | PMDB    | Força da União por João Pessoa 2     | Deferido               |
| 36888 | Hermann Pacífico            | PTC     | PTC                                  | Deferido               |
| 65236 | Hermano Queiroz             | PCdoB   | Força da União por João Pessoa 3     | Deferido               |
| 25000 | Hipernestre                 | DEM     | Trabalho de Verdade 5                | Deferido               |
| 20852 | Homero Sátiro               | PSC     | Força da União por João Pessoa 2     | Deferido               |
| 23040 | Humberto Alexandre          | PPS     | Trabalho de Verdade 3                | Deferido               |
| 70070 | Humberto Pontes             | PTdoB   | Trabalho de Verdade 3                | Deferido               |
| 40242 | Iara Neves                  | PSB     | Trabalho de Verdade 1                | Deferido               |
| 13160 | Icelma                      | PT      | PT                                   | Deferido               |
| 33111 | Inaldo do Sacolão           | PMN     | Força da União por João Pessoa 3     | Deferido               |
| 10321 | Índio do Distrito Mecânico  | PRB     | Força da União por João Pessoa 4     | Renúncia               |
| 36932 | Iolanda Batista             | PTC     | PTC                                  | Deferido               |
| 65777 | Irmã Glória                 | PCdoB   | Força da União por João Pessoa 3     | Deferido               |
| 20110 | Irmão do Sacolão            | PSC     | Força da União por João Pessoa 2     | Deferido               |
| 15407 | Irmão do Táxi               | PMDB    | Força da União por João Pessoa 2     | Deferido               |
| 11143 | Irmão Paulo                 | PP      | Unidos Pelo Progresso de João Pessoa | Deferido               |
| 27232 | Irmão Pedro                 | PSDC    | Força da União por João Pessoa 3     | Deferido               |
| 17080 | Isaac Venerando             | PSL     | Trabalho de Verdade 4                | Indeferido             |
| 17030 | Isaac Vital                 | PSL     | Trabalho de Verdade 4                | Deferido               |
| 17888 | Isvi Ramalho                | PSL     | Trabalho de Verdade 4                | Deferido               |
| 55000 | Jáder Rodrigues             | PSD     | Força da União por João Pessoa 1     | Deferido               |
| 70455 | Jailda Agra                 | PTdoB   | Trabalho de Verdade 3                | Deferido               |
| 70321 | Janaína Paulino             | PTdoB   | Trabalho de Verdade 3                | Deferido               |
| 25555 | Jânio Coelho                | DEM     | Trabalho de Verdade 5                | Deferido               |
| 90333 | Jardel Cabral               | PROS    | Trabalho de Verdade 2                | Deferido               |
| 25645 | Jefferson Ribeiro           | DEM     | Trabalho de Verdade 5                | Deferido               |
| 45999 | Jessé Abdala                | PSDB    | Força da União por João Pessoa 1     | Deferido               |
| 36456 | Jhonatan Cavalcante         | PTC     | PTC                                  | Deferido               |
| 22192 | Joalisson Alcântara         | PR      | Trabalho de Verdade 5                | Deferido               |
| 65765 | Joalysson Barros            | PCdoB   | Força da União por João Pessoa 3     | Deferido               |
| 77777 | João Almeida                | SD      | Unidos Pelo Progresso de João Pessoa | Deferido               |
| 13555 | João Batista                | PT      | PT                                   | Deferido               |
| 27888 | João Bocão                  | PSDC    | Força da União por João Pessoa 3     | Deferido               |
| 27222 | João Corujinha              | PSDC    | Força da União por João Pessoa 3     | Deferido               |
| 70666 | João Cunha                  | PTdoB   | Trabalho de Verdade 3                | Deferido               |
| 90778 | João do Doce                | PROS    | Trabalho de Verdade 2                | Deferido               |
| 22456 | João dos Santos             | PR      | Trabalho de Verdade 5                | Deferido               |
| 40222 | João Eduardo                | PSB     | Trabalho de Verdade 1                | Deferido               |
| 43321 | Joel Lino                   | PV      | Trabalho de Verdade 2                | Deferido               |
| 43666 | Jonathan Quixaba            | PV      | Trabalho de Verdade 2                | Deferido               |
| 14014 | Jonathan Silva              | PTB     | Trabalho de Verdade 6                | Deferido               |
| 33100 | Jorge Luís                  | PMN     | Força da União por João Pessoa 4     | Deferido               |
| 14567 | Jorge Maia                  | PTB     | Trabalho de Verdade 6                | Deferido               |
| 22345 | Josafá                      | PR      | Trabalho de Verdade 5                | Deferido               |
| 13356 | José Edson                  | PT      | PT                                   | Deferido               |
| 90112 | José Maria                  | PROS    | Trabalho de Verdade 2                | Deferido               |
| 36001 | Josefa Paulino              | PTC     | PTC                                  | Deferido               |
| 65565 | Joselita Holanda            | PCdoB   | Força da União por João Pessoa 3     | Deferido               |
| 15777 | Josias Ferreira             | PCdoB   | Força da União por João Pessoa 2     | Deferido               |
| 11888 | Josimar Ótica               | PP      | Unidos Pelo Progresso de João Pessoa | Deferido               |
| 70304 | Josimar Roque               | PTdoB   | Trabalho de Verdade 3                | Deferido               |
| 14888 | Josinato                    | PTB     | Trabalho de Verdade 6                | Renúncia               |
| 25333 | Josinaldo Teotônio          | DEM     | Trabalho de Verdade 5                | Deferido               |
| 15321 | Josué Diesel                | PMDB    | Força da União por João Pessoa 2     | Deferido               |
| 15222 | Jovianne                    | PMDB    | Força da União por João Pessoa 2     | Deferido               |
| 36103 | Juarez Marques              | PTC     | PTC                                  | Deferido               |
| 14999 | Juliana Oliveira            | PTB     | Trabalho de Verdade 6                | Deferido               |
| 11555 | Juninho do Churrasquinho    | PP      | Unidos Pelo Progresso de João Pessoa | Deferido               |
| 70100 | Júnio Leandro               | PTdoB   | Trabalho de Verdade 3                | Deferido               |
| 36110 | Júnio Som do Geisel         | PTC     | PTC                                  | Deferido               |
| 65444 | Júnior Fonseca              | PCdoB   | Força da União por João Pessoa 3     | Deferido               |
| 15789 | Júnior Frazão               | PMDB    | Força da União por João Pessoa 2     | Deferido               |
| 77677 | Júnior Gurgel               | SD      | Unidos Pelo Progresso de João Pessoa | Deferido               |
| 25222 | Júnior Pardal               | DEM     | Trabalho de Verdade 5                | Deferido               |
| 43043 | Júnior Soh                  | PV      | Trabalho de Verdade 2                | Deferido               |
| 90444 | Jú Nóbrega                  | PROS    | Trabalho de Verdade 2                | Deferido               |
| 35222 | Karla                       | PMB     | Trabalho de Verdade 6                | Deferido               |
| 10222 | Kátia Mesquita              | PRB     | Força da União por João Pessoa 4     | Deferido               |
| 65555 | Kátia Regina                | PCdoB   | Força da União por João Pessoa 3     | Deferido               |
| 36298 | Kildare Lacerda             | PTC     | PTC                                  | Deferido               |
| 36111 | Kumamoto                    | PTC     | PTC                                  | Deferido               |
| 65500 | Kym Queiroz                 | PCdoB   | Força da União por João Pessoa 3     | Deferido               |
| 54544 | Lalá                        | PPL     | Trabalho de Verdade 4                | Deferido               |
| 17009 | Lanne do Ó                  | PSL     | Trabalho de Verdade 4                | Deferido               |
| 77504 | Lauricéa Rodrigues          | SD      | Unidos Pelo Progresso de João Pessoa | Deferido               |
| 27230 | Leleco                      | PSDC    | Força da União por João Pessoa 3     | Deferido               |
| 12111 | Lena do Roger               | PDT     | Trabalho de Verdade 6                | Deferido               |
| 40123 | Léo Bezerra                 | PSB     | Trabalho de Verdade 1                | Deferido               |
| 17197 | Léo Festas                  | PSL     | Trabalho de Verdade 4                | Deferido               |
| 40001 | Léo Macedo                  | PSB     | Trabalho de Verdade 1                | Deferido               |
| 25005 | Léo Mangabeira              | DEM     | Trabalho de Verdade 5                | Deferido               |
| 50444 | Leonardo Padilha            | PSOL    | PSOL                                 | Deferido               |
| 13003 | Leonice Lozano              | PT      | PT                                   | Deferido               |
| 40100 | Letania                     | PSB     | Trabalho de Verdade 1                | Deferido               |
| 40444 | Libório Lacerda             | PSB     | Trabalho de Verdade 1                | Deferido               |
| 77888 | Lígia Rolim                 | SD      | Unidos Pelo Progresso de João Pessoa | Deferido               |
| 23140 | Lilian Bandeira             | PPS     | Trabalho de Verdade 3                | Deferido               |
| 22322 | Liliane Oliveira            | PR      | Trabalho de Verdade 5                | Deferido               |
| 17013 | Lira                        | PSL     | Trabalho de Verdade 4                | Deferido               |
| 50001 | Lívio Adelson               | PSOL    | PSOL                                 | Deferido               |
| 22555 | Luana Flávia                | PR      | Trabalho de Verdade 5                | Deferido               |
| 15234 | Luanna Moura                | PMDB    | Força da União por João Pessoa 2     | Deferido               |
| 17007 | Lucas de Brito              | PSL     | Trabalho de Verdade 4                | Deferido               |
| 12000 | Lúcia Braga                 | PDT     | Trabalho de Verdade 6                | Deferido               |
| 65800 | Lúcia Mãos Dadas            | PCdoB   | Força da União por João Pessoa 3     | Deferido               |
| 20111 | Lúcia Sá                    | PSC     | Força da União por João Pessoa 2     | Deferido               |
| 65301 | Luciana Araújo              | PCdoB   | Força da União por João Pessoa 3     | Deferido               |
| 33007 | Luciano do Grotão           | PMN     | Força da União por João Pessoa 4     | Deferido               |
| 36636 | Luciano Eletricista         | PTC     | PTC                                  | Deferido               |
| 22144 | Luciene Oliveira            | PR      | Trabalho de Verdade 6                | Deferido               |
| 36106 | Lúcio Castanha              | PTC     | PTC                                  | Deferido               |
| 27123 | Luckas Lindão               | PSDC    | Força da União por João Pessoa 3     | Deferido               |
| 45444 | Luiz Alberto                | PSDB    | Força da União por João Pessoa 1     | Deferido               |
| 36777 | Luiz Alves                  | PTC     | PTC                                  | Deferido               |
| 13101 | Luiz Costa                  | PT      | PT                                   | Deferido               |
| 10400 | Luiz da Padaria             | PRB     | Força da União por João Pessoa 4     | Renúncia               |
| 35000 | Luma Alves                  | PMB     | Trabalho de Verdade 6                | Deferido               |
| 36300 | Luvio Franca                | PTC     | PTC                                  | Deferido               |
| 15380 | Macedo da Shot              | PMDB    | Força da União por João Pessoa 1     | Deferido               |
| 11331 | Madalena Cabeleireira       | PP      | Unidos Pelo Progresso de João Pessoa | Deferido               |
| 54014 | Mago Brunno                 | PPL     | Trabalho de Verdade 4                | Cancelado              |
| 20120 | Mailma Leite                | PSC     | Força da União por João Pessoa 2     | Deferido               |
| 11123 | Mailson Dantas              | PP      | Unidos Pelo Progresso de João Pessoa | Deferido               |
| 14300 | Major Fábio                 | PTB     | Trabalho de Verdade 6                | Deferido               |
| 15678 | Mangueira                   | PMDB    | Força da União por João Pessoa 1     | Deferido               |
| 10110 | Manhoso da Capoeira         | PRB     | Força da União por João Pessoa 4     | Deferido               |
| 17008 | Manu Vasconcelos            | PSL     | Trabalho de Verdade 4                | Deferido               |
| 10800 | Mara                        | PRB     | Força da União por João Pessoa 4     | Deferido               |
| 17300 | Marcelo Araújo              | PSL     | Trabalho de Verdade 4                | Deferido               |
| 77999 | Marcelo da Torre            | SD      | Unidos Pelo Progresso de João Pessoa | Deferido               |
| 11311 | Marcelo Vigó                | PP      | Unidos Pelo Progresso de João Pessoa | Deferido               |
| 17067 | Márcia da Penha             | PSL     | Trabalho de Verdade 4                | Renúncia               |
| 33333 | Marcílio Ferreira           | PMN     | Força da União por João Pessoa 4     | Deferido               |
| 40664 | Marcílio Júnior             | PSB     | Trabalho de Verdade 1                | Deferido               |
| 70123 | Márcio Alencar              | PTdoB   | Trabalho de Verdade 3                | Deferido               |
| 31000 | Marco Antonio               | PHS     | Força da União por João Pessoa 1     | Deferido               |
| 13005 | Marco Melo                  | PT      | PT                                   | Deferido               |
| 54222 | Marcondes Filho             | PPL     | Trabalho de Verdade 4                | Deferido               |
| 90555 | Marcondes Tapioca           | PROS    | Trabalho de Verdade 2                | Deferido               |
| 70222 | Marcone Bezerra             | PTdoB   | Trabalho de Verdade 2                | Deferido               |
| 14222 | Marcos Bandeira             | PTB     | Trabalho de Verdade 6                | Deferido               |
| 50000 | Marcos Dias                 | PSOL    | PSOL                                 | Deferido               |
| 13000 | Marcos Henriques            | PT      | PT                                   | Deferido               |
| 11700 | Marcos Iralu                | PP      | Unidos Pelo Progresso de João Pessoa | Deferido               |
| 15000 | Marcos Rocha                | PMDB    | Força da União por João Pessoa 2     | Deferido               |
| 45678 | Marcos Vinícius Nóbrega     | PSDB    | Força da União por João Pessoa 1     | Deferido               |
| 11111 | Marcus Pabu                 | PP      | Unidos Pelo Progresso de João Pessoa | Deferido               |
| 13004 | Margarete Melo              | PT      | PT                                   | Indeferido             |
| 55777 | Maria das Graças            | PSD     | Força da União por João Pessoa 1     | Deferido               |
| 17667 | Maria de Almeida            | PSL     | Trabalho de Verdade 4                | Deferido               |
| 70113 | Maria de Fátima             | PTdoB   | Trabalho de Verdade 3                | Deferido               |
| 55100 | Maria Paraíba               | PSD     | Força da União por João Pessoa 1     | Deferido               |
| 13013 | Mariah                      | PT      | PT                                   | Deferido               |
| 31456 | Marilene Alves              | PHS     | Força da União por João Pessoa 1     | Deferido               |
| 33023 | Markão da Lanchonete        | PMN     | Força da União por João Pessoa 4     | Deferido               |
| 10101 | Marlene                     | PRB     | Força da União por João Pessoa 4     | Deferido               |
| 55123 | Marmuthe Cavalcanti         | PSD     | Força da União por João Pessoa 1     | Deferido               |
| 65288 | Marta Vasconcelos           | PCdoB   | Força da União por João Pessoa 3     | Deferido               |
| 50133 | Martão                      | PSOL    | PSOL                                 | Deferido               |
| 25999 | Mauri                       | DEM     | Trabalho de Verdade 5                | Deferido               |
| 23333 | Maurício Renato             | PPS     | Trabalho de Verdade 3                | Deferido               |
| 23000 | Max Bebidas                 | PPS     | Trabalho de Verdade 3                | Deferido               |
| 15200 | Max Júnior                  | PMDB    | Força da União por João Pessoa 2     | Deferido               |
| 28123 | Mi                          | PRTB    | Trabalho de Verdade 2                | Deferido               |
| 14444 | Milanez Neto                | PTB     | Trabalho de Verdade 6                | Deferido               |
| 14123 | Misael Gustavo              | PTB     | Trabalho de Verdade 6                | Deferido               |
| 11223 | Morena                      | PP      | Unidos Pelo Progresso de João Pessoa | Deferido               |
| 70877 | Murilo Agra                 | PTdoB   | Trabalho de Verdade 3                | Deferido               |
| 15151 | Nadja Palitot               | PMDB    | Força da União por João Pessoa 2     | Deferido               |
| 22789 | Nal Moreira                 | PRB     | Força da União por João Pessoa 4     | Cancelado              |
| 22789 | Naldo Barbosa               | PR      | Trabalho de Verdade 5                | Deferido               |
| 65432 | Nando Lopes                 | PCdoB   | Força da União por João Pessoa 3     | Cancelado              |
| 17182 | Natália Cavalcante          | PSL     | Trabalho de Verdade 4                | Deferido               |
| 90234 | Natália Pires               | PROS    | Trabalho de Verdade 2                | Deferido               |
| 20444 | Nego da Borracharia         | PSC     | Força da União por João Pessoa 2     | Deferido               |
| 50150 | Nelson Júnior               | PSOL    | PSOL                                 | Deferido               |
| 36555 | Neném Corretora             | PTC     | PTC                                  | Deferido               |
| 90770 | Nik Fernandes               | PROS    | Trabalho de Verdade 2                | Indeferido             |
| 13110 | Nildo Andrade               | PT      | PT                                   | Deferido               |
| 55500 | Nina Ramalho                | PSD     | Força da União por João Pessoa 1     | Deferido               |
| 15999 | Nininho Mangabeira          | PMDB    | Força da União por João Pessoa 2     | Deferido               |
| 13333 | Nino Vilar                  | PT      | PT                                   | Deferido               |
| 25777 | Noberto                     | DEM     | Trabalho de Verdade 5                | Deferido               |
| 20123 | Osvaldo Publicitário        | PSC     | Força da União por João Pessoa 2     | Deferido               |
| 22016 | Ouro                        | PR      | Trabalho de Verdade 5                | Deferido               |
| 11711 | Pablo Farias                | PP      | Unidos Pelo Progresso de João Pessoa | Deferido               |
| 13113 | Padre Júnior                | PT      | PT                                   | Deferido               |
| 22333 | Palhaço Picolé              | PR      | Trabalho de Verdade 5                | Deferido               |
| 14000 | Pantera                     | PTB     | Trabalho de Verdade 6                | Deferido               |
| 20999 | Pastor Cristiano            | PSC     | Força da União por João Pessoa 2     | Deferido               |
| 90100 | Pastor Ednilson             | PROS    | Trabalho de Verdade 2                | Deferido               |
| 10987 | Pastor Edvan                | PRB     | Força da União por João Pessoa 4     | Deferido               |
| 33321 | Pastor Júnior               | PMN     | Força da União por João Pessoa 4     | Deferido               |
| 20222 | Pastor Talluan              | PSC     | Força da União por João Pessoa 2     | Deferido               |
| 36222 | Pastora Auxiliadora         | PTC     | PTC                                  | Deferido               |
| 20400 | Pastora Marinalva           | PSC     | Força da União por João Pessoa 2     | Deferido               |
| 23300 | Patrício Marques            | PPS     | Compromisso com João Pessoa          | Deferido               |
| 33022 | Paula Beatriz               | PMN     | Força da União por João Pessoa 4     | Deferido               |
| 40200 | Paula Frassinete            | PSB     | Trabalho de Verdade 1                | Deferido               |
| 14555 | Paulinho Paraíba            | PTB     | Trabalho de Verdade 6                | Renúncia               |
| 12123 | Paulinho Paz                | PDT     | Trabalho de Verdade 6                | Deferido               |
| 33999 | Paulo do São José           | PMN     | Força da União por João Pessoa 4     | Cancelado              |
| 40999 | Paulo Sérgio Neves          | PSB     | Trabalho de Verdade 1                | Deferido               |
| 11236 | Paulo Siqueira              | PP      | Unidos Pelo Progresso de João Pessoa | Deferido               |
| 36007 | Paulo Souto                 | PTC     | PTC                                  | Deferido               |
| 50333 | Pedrinho                    | PSOL    | PSOL                                 | Deferido               |
| 10789 | Pedrinho da Habitação       | PRB     | Força da União por João Pessoa 4     | Deferido               |
| 35035 | Pedro Abelhinha             | PMB     | Trabalho de Verdade 6                | Deferido               |
| 31633 | Pedro Alberto Coutinho      | PHS     | Força da União por João Pessoa 1     | Deferido               |
| 45123 | Pedro Severino              | PSDB    | Força da União por João Pessoa 1     | Indeferido             |
| 13010 | Pelé                        | PT      | PT                                   | Indeferido             |
| 12888 | Penha Nunes                 | PSL     | Trabalho de Verdade 6                | Deferido               |
| 11333 | Petrônio do Ventilador      | PP      | Unidos Pelo Progresso de João Pessoa | Deferido               |
| 55444 | Pezão                       | PSD     | Força da União por João Pessoa 1     | Deferido               |
| 17021 | Pollyana Monteiro           | PSL     | Trabalho de Verdade 4                | Deferido               |
| 17311 | Porto                       | PSL     | Trabalho de Verdade 4                | Deferido               |
| 50011 | Priscylla Alves             | PSOL    | PSOL                                 | Deferido               |
| 13007 | Professor Adriano           | PT      | PT                                   | Indeferido             |
| 12121 | Professor Aldo              | PDT     | Trabalho de Verdade 6                | Deferido               |
| 90999 | Professor Ananias           | PROS    | Trabalho de Verdade 2                | Deferido               |
| 70007 | Professor Angel Almeida     | PTdoB   | Trabalho de Verdade 3                | Deferido               |
| 55789 | Professor Gabriel           | PSD     | Força da União por João Pessoa 1     | Deferido               |
| 35852 | Professor Josias Mendes     | PMB     | Trabalho de Verdade 6                | Deferido               |
| 90777 | Professor Marcelo Henrique  | PROS    | Trabalho de Verdade 2                | Deferido               |
| 77333 | Professor Marconildo Viegas | SD      | Unidos Pelo Progresso de João Pessoa | Deferido               |
| 13789 | Professor Mendes            | PT      | PT                                   | Deferido               |
| 11011 | Professor Paulo Ferreira    | PP      | Unidos Pelo Progresso de João Pessoa | Deferido               |
| 65223 | Professor Pedro Alves       | PCdoB   | Força da União por João Pessoa 3     | Deferido               |
| 90226 | Professor Renê              | PROS    | Trabalho de Verdade 2                | Deferido               |
| 36789 | Professor Roberto Oliveira  | PTC     | PTC                                  | Deferido               |
| 36936 | Professor Tarcísio Farias   | PTC     | PTC                                  | Deferido               |
| 36000 | Professor Thales Medeiros   | PTC     | PTC                                  | Deferido               |
| 17679 | Professor Wemer             | PSL     | Trabalho de Verdade 4                | Deferido               |
| 19123 | Professor Wilamy            | PTN     | Força da União por João Pessoa 1     | Deferido               |
| 13456 | Professora Adelaide         | PT      | PT                                   | Deferido               |
| 15888 | Professora Dedice           | PMDB    | Força da União por João Pessoa 2     | Deferido               |
| 35556 | Professora Graça            | PMB     | Trabalho de Verdade 6                | Deferido               |
| 40040 | Professora Ivanilda Matias  | PSB     | Trabalho de Verdade 1                | Deferido               |
| 50012 | Professora Joseane          | PSOL    | PSOL                                 | Deferido               |
| 17281 | Professora Rubênia          | PSL     | Trabalho de Verdade 4                | Deferido               |
| 23222 | Rafaela Maravilha           | PPS     | Trabalho de Verdade 3                | Deferido               |
| 70456 | Rafael Monteiro             | PTdoB   | Trabalho de Verdade 4                | Deferido               |
| 90111 | Raimunda Santos             | PROS    | Trabalho de Verdade 2                | Deferido               |
| 55110 | Raíssa Lacerda              | PSD     | Força da União por João Pessoa 1     | Deferido               |
| 16123 | Rama Dantas                 | PSTU    | PSTU                                 | Deferido               |
| 20300 | Ramos Cremosinn             | PSC     | Força da União por João Pessoa 2     | Deferido               |
| 15115 | Ranielly Ferreira           | PMDB    | Força da União por João Pessoa 2     | Deferido               |
| 50222 | Raquel Limeira              | PSOL    | PSOL                                 | Deferido               |
| 33821 | Raquel Pessoa               | PMN     | Força da União por João Pessoa 4     | Deferido               |
| 55555 | Raymundo                    | PSD     | Força da União por João Pessoa 1     | Deferido               |
| 50777 | Régis das Charges           | PSOL    | PSOL                                 | Deferido               |
| 13222 | Rejane das Domésticas       | PT      | PT                                   | Deferido               |
| 22999 | Rejane Marinho              | PR      | Trabalho de Verdade 5                | Deferido               |
| 13111 | Renan Palmeira              | PT      | PT                                   | Deferido               |
| 28777 | Renata Priscilla            | PRTB    | Trabalho de Verdade 2                | Deferido               |
| 40111 | Renato Martins              | PSB     | Trabalho de Verdade 1                | Deferido               |
| 45555 | Ricardo Almeida             | PSDB    | Força da União por João Pessoa 1     | Deferido               |
| 13444 | Ricardo Oliveira            | PT      | PT                                   | Deferido               |
| 77222 | Rinaldo Maranhão            | SD      | Unidos Pelo Progresso de João Pessoa | Deferido               |
| 22255 | Rita de Kássia              | PR      | Trabalho de Verdade 5                | Deferido               |
| 65100 | Roberto Lima                | PCdoB   | Força da União por João Pessoa 3     | Deferido               |
| 36113 | Roberto Pinheiro            | PTC     | PTC                                  | Deferido               |
| 22777 | Rodrigo Lima                | PR      | Trabalho de Verdade 5                | Deferido               |
| 22083 | Rodrigo Senador             | PR      | Trabalho de Verdade 5                | Deferido               |
| 17377 | Rodrigues                   | PSL     | Trabalho de Verdade 4                | Deferido               |
| 22000 | Rogéria Carvalho            | PR      | Trabalho de Verdade 5                | Deferido               |
| 28000 | Rômulo Flávio               | PRTB    | Trabalho de Verdade 2                | Deferido               |
| 25157 | Roosevelt Medeiros          | DEM     | Trabalho de Verdade 5                | Deferido               |
| 50120 | Rosália Gari                | PSOL    | PSOL                                 | Deferido               |
| 36429 | Rosiene                     | PTC     | PTC                                  | Deferido               |
| 35999 | Rosimairy                   | PMB     | Trabalho de Verdade 6                | Deferido               |
| 70233 | Rozelita Silva              | PTdoB   | Trabalho de Verdade 4                | Deferido               |
| 25111 | Ruan Martins                | DEM     | Trabalho de Verdade 2                | Deferido               |
| 55111 | Rubinho                     | PSD     | Força da União por João Pessoa 1     | Deferido               |
| 10999 | Sandra                      | PRB     | Força da União por João Pessoa 4     | Deferido               |
| 40400 | Sandra Marrocos             | PSB     | Trabalho de Verdade 1                | Deferido               |
| 45906 | Sandro Motoboy              | PSDB    | Força da União por João Pessoa 1     | Deferido               |
| 33456 | Santino                     | PMN     | Força da União por João Pessoa 4     | Deferido               |
| 22123 | Sarah da TV                 | PR      | Trabalho de Verdade 5                | Deferido               |
| 11007 | Sargento Edmilson           | PP      | Unidos Pelo Progresso de João Pessoa | Deferido               |
| 13123 | Sargento Guido              | PT      | PT                                   | Falecido               |
| 12126 | Sargento Paulino            | PDT     | Trabalho de Verdade 2                | Deferido               |
| 65190 | Sargento Pereira            | PCdoB   | Força da União por João Pessoa 3     | Deferido               |
| 11222 | Sargento Robson Xavier      | PP      | Unidos Pelo Progresso de João Pessoa | Deferido               |
| 28024 | Sarita                      | PRTB    | Trabalho de Verdade 2                | Deferido               |
| 36678 | Saulo Ricardo               | PTC     | PTC                                  | Deferido               |
| 15333 | Seliane                     | PMDB    | Força da União por João Pessoa 2     | Deferido               |
| 65456 | Sérgio Farmacêutico         | PCdoB   | Força da União por João Pessoa 3     | Deferido               |
| 77123 | Sérgio da SAC               | SD      | Unidos Pelo Progresso de João Pessoa | Deferido               |
| 36444 | Sérgio Gama                 | PTC     | PTC                                  | Deferido               |
| 23456 | Sérgio Meira                | PPS     | Trabalho de Verdade 3                | Deferido               |
| 50123 | Seu Ciço                    | PSOL    | PSOL                                 | Deferido               |
| 17282 | Sheila                      | PSL     | Trabalho de Verdade 4                | Deferido               |
| 33000 | Sherlyton                   | PMN     | Força da União por João Pessoa 4     | Deferido               |
| 11000 | Shirley Dias                | PP      | Unidos Pelo Progresso de João Pessoa | Deferido               |
| 65999 | Silvia da Saúde             | PCdoB   | Força da União por João Pessoa 3     | Deferido               |
| 17666 | Silvia Falcão               | PSL     | Trabalho de Verdade 4                | Deferido               |
| 36991 | Simara                      | PTC     | PTC                                  | Deferido               |
| 70336 | Suellen Cristina            | PTdoB   | Trabalho de Verdade 3                | Deferido               |
| 15202 | Suênia Marques              | PMDB    | Força da União por João Pessoa 2     | Deferido               |
| 25666 | Suzanne Albuquerque         | DEM     | Trabalho de Verdade 5                | Deferido               |
| 40789 | Tanilson Soares             | PSB     | Trabalho de Verdade 1                | Deferido               |
| 16161 | Tanque                      | PSTU    | PSTU                                 | Deferido               |
| 50500 | Tárcio Teixeira             | PSOL    | PSOL                                 | Deferido               |
| 70640 | Tavinho                     | PTdoB   | Trabalho de Verdade 3                | Deferido               |
| 10852 | Tereza Cristina             | PRB     | Força da União por João Pessoa 4     | Deferido               |
| 20020 | Thamara Medeiros            | PSC     | Força da União por João Pessoa 2     | Deferido               |
| 77055 | Themis Gondim               | SD      | Unidos Pelo Progresso de João Pessoa | Deferido               |
| 33123 | Thiago Lucena               | PMN     | Força da União por João Pessoa 4     | Deferido               |
| 70777 | Thiago Porto                | PTdoB   | Trabalho de Verdade 3                | Deferido               |
| 43123 | Thiago Farias               | PV      | Trabalho de Verdade 2                | Deferido               |
| 90090 | Tia Fátima                  | PROS    | Trabalho de Verdade 2                | Deferido               |
| 65155 | Tia Luzia                   | PCdoB   | Força da União por João Pessoa 3     | Deferido               |
| 10400 | Tiago da Padaria            | PRB     | Força da União por João Pessoa 4     | Deferido               |
| 40000 | Tibério Limeira             | PSB     | Trabalho de Verdade 1                | Deferido               |
| 70169 | Toinho do Sopão             | PTdoB   | Trabalho de Verdade 3                | Deferido               |
| 25678 | Toru                        | DEM     | Trabalho de Verdade 5                | Deferido               |
| 13777 | Ulisses Andrade             | PT      | PT                                   | Deferido               |
| 65666 | Upiraktan Santos            | PCdoB   | Força da União por João Pessoa 3     | Deferido               |
| 70223 | Valdilene Queiroz           | PTdoB   | Trabalho de Verdade 2                | Deferido               |
| 10101 | Valquíria                   | PRB     | Força da União por João Pessoa 3     | Deferido               |
| 22888 | Valter Fernandes            | PR      | Trabalho de Verdade 5                | Deferido               |
| 70789 | Vandinho                    | PTdoB   | Trabalho de Verdade 2                | Deferido               |
| 55125 | Vandir Trigueiro            | PSD     | Força da União por João Pessoa 1     | Deferido               |
| 10100 | Vânia da Saúde              | PRB     | Força da União por João Pessoa 4     | Deferido               |
| 50100 | Ventura                     | PSOL    | PSOL                                 | Deferido               |
| 33097 | Vitória                     | PMN     | Força da União por João Pessoa 4     | Deferido               |
| 12777 | Waldete Leitão              | PDT     | Trabalho de Verdade 6                | Deferido               |
| 43777 | Waleska Cabral              | PV      | Trabalho de Verdade 2                | Deferido               |
| 15555 | Wandré com W                | PMDB    | Força da União por João Pessoa 2     | Deferido               |
| 35123 | Wellington Trindade         | PMB     | Trabalho de Verdade 6                | Deferido               |
| 70000 | William Veras               | PTdoB   | Trabalho de Verdade 3                | Deferido               |
| 55155 | Wilson da Torre             | PSD     | Força da União por João Pessoa 1     | Deferido               |
| 43111 | Xexéu Pessoa                | PV      | Trabalho de Verdade 2                | Deferido               |
| 17123 | Yuri Machado                | PSL     | Trabalho de Verdade 4                | Deferido               |
| 70444 | Yúry Dominique              | PTdoB   | Trabalho de Verdade 3                | Deferido               |
| 70234 | Zé Mariz                    | PTdoB   | Trabalho de Verdade 3                | Deferido               |
| 10111 | Zé Will                     | PRB     | Força da União por João Pessoa 4     | Deferido               |
| 13069 | Zenivaldo do Consignado     | PT      | PT                                   | Deferido               |
| 40616 | Zezinho do Botafogo         | PSB     | Trabalho de Verdade 1                | Deferido               |

## Partidos que não lançaram candidaturas
Além da desistência do PSTU em lançar candidatura própria para apoiar Victor Hugo, candidato à prefeitura pelo PSOL, o PCO decidiu também não concorrer à chefia do executivo municipal pessoense após 5 eleições consecutivas. O PCB foi outra legenda que declinou de uma candidatura própria, juntando-se ao PSTU e ao PSOL na disputa eleitoral, formando uma Frente de Esquerda. Entretanto, o PSTU, que chegou a indicar o nome da professora Rama Dantas à vice, rompeu com o PSOL, que indicou o nome de Alécio Costa para ocupar a vaga. O partido optou em lançar chapa neutra na eleição para vereador, tendo Lissandro Saraiva e Rama Dantas como postulantes a uma cadeira na Câmara Municipal.
Já o deputado federal Manoel Junior (PMDB) decidiu abandonar sua candidatura a prefeito de João Pessoa, alegando falta de apoio de seu partido. Porém, na convenção do PMDB, foi oficializado como candidato a vice na chapa do prefeito e candidato à reeleição Luciano Cartaxo (PSD).
O PSL, que chegou a lançar a pré-candidatura de Walber Virgulino, optou em apoiar a candidatura de Cida Ramos (PSB), juntamente com o PPL e a Rede Sustentabilidade. Já o deputado federal Wilson Filho abriu mão da candidatura própria e lançou-se como candidato à vice na chapa do PSB.

## Geradoras do guia eleitoral
Em 5 de agosto, a Justiça Eleitoral fez o sorteio das emissoras que gerariam os programas de rádio e televisão. No primeiro turno, a distribuição foi a seguinte: entre 26 de agosto e 5 de setembro, a TV Arapuan e a Arapuan FM foram as emissoras que transmitiram o primeiro bloco; entre 6 e 17 de setembro, a TV Correio e a 98 Correio FM; e entre os dias 18 e 29, a transmissão ficou a cargo da TV Cabo Branco e da Cabo Branco FM.

## Pesquisas eleitorais
| Data                   | 24/08/2016 | 12/09/2016 | 14/09/2016 | 27/09/2016 |
| Instituto              | IBOPE      | Datavox    | IBOPE      | LGLuz      |
| Fonte                  | [ 17 ]     | [ 18 ]     | [ 19 ]     | [ 20 ]     |
| ---------------------- | ---------- | ---------- | ---------- | ---------- |
| Luciano Cartaxo (PSD)  | 52%        | 48%        | 53%        | 42,1%      |
| Cida Ramos (PSB)       | 23%        | 27,2%      | 29%        | 34,7%      |
| Charliton Machado (PT) | 2%         | 0,8%       | 2%         | 2,2%       |
| Victor Hugo (PSOL)     | 2%         | 0,5%       | 2%         | 0,8%       |
| Brancos ou Nulos       | 15%        | 13%        | 11%        | 4,6%       |
| Indecisos              | 6%         | 10,5%      | 3%         | 15,6%      |

## Resultados

### Primeiro Turno[21]
| Partido | Partido | Candidato       | Votos   | Votos (%) |
| ------- | ------- | --------------- | ------- | --------- |
|         | PSD     | Luciano Cartaxo | 222 689 | 59,67%    |
|         | PSB     | Cida Ramos      | 125 146 | 33,54%    |
|         | PT      | Charliton       | 16 528  | 4,43%     |
|         | PSOL    | Victor Hugo     | 8 814   | 2,36%     |
| Totais  | Totais  | Totais          | 373 177 |           |
| Fonte:  |         |                 |         |           |

| Partido | Partido | Candidato                        | Votos   | Votos (%) |
| ------- | ------- | -------------------------------- | ------- | --------- |
|         | -       | Votos válidos                    | 373 177 | 76,31%    |
|         | -       | Votos brancos, nulos e abstenção | 115 849 | 23,69%    |
| Totais  | Totais  | Totais                           | 489 026 |           |
| Fonte:  |         |                                  |         |           |

## Vereadores eleitos
| Candidato eleito       | Partido | Votação | Porcentagem | Cidade onde nasceu | Unidade federativa |
| Léo Bezerra            | PSB     | 7.016   | 1,83%       | João Pessoa        | Paraíba            |
| Durval Ferreira        | PP      | 7.000   | 1,83%       | João Pessoa        | Paraíba            |
| Tanilson Soares        | PSB     | 6.611   | 1,73%       | João Pessoa        | Paraíba            |
| Eliza                  | PSDB    | 6.036   | 1,58%       | João Pessoa        | Paraíba            |
| Chico do Sindicato     | PTdoB   | 5.719   | 1,49%       | Coremas            | Paraíba            |
| Dr. Luiz Flávio        | PSDB    | 5.534   | 1,44%       | João Pessoa        | Paraíba            |
| João Almeida           | SD      | 5.490   | 1,41%       | João Pessoa        | Paraíba            |
| Tibério Limeira        | PSB     | 5.399   | 1,41%       | João Pessoa        | Paraíba            |
| Lucas de Brito         | PSL     | 5.301   | 1,39%       | João Pessoa        | Paraíba            |
| Marcos Vinícius        | PSDB    | 5.052   | 1,32%       | Jequié             | Bahia              |
| Bispo José Luiz        | PRB     | 4.985   | 1,30%       | Rio de Janeiro     | Rio de Janeiro     |
| Bosquinho              | PSC     | 4.954   | 1,29%       | João Pessoa        | Paraíba            |
| Pedro Alberto Coutinho | PHS     | 4.704   | 1,23%       | João Pessoa        | Paraíba            |
| Damásio Franca Neto    | PP      | 4.654   | 1,21%       | João Pessoa        | Paraíba            |
| Raíssa Lacerda         | PSD     | 4.382   | 1,14%       | João Pessoa        | Paraíba            |
| Milanez Neto           | PTB     | 4.373   | 1,14%       | João Pessoa        | Paraíba            |
| Eduardo Carneiro       | PRTB    | 4.288   | 1,12%       | João Pessoa        | Paraíba            |
| João dos Santos        | PR      | 4.277   | 1,12%       | João Pessoa        | Paraíba            |
| Helton Renê            | PCdoB   | 4.102   | 1,07%       | João Pessoa        | Paraíba            |
| Bruno Farias           | PPS     | 4.095   | 1,07%       | João Pessoa        | Paraíba            |
| João Corujinha         | PSDC    | 3.997   | 1,04%       | Guarabira          | Paraíba            |
| Sandra Marrocos        | PSB     | 3.991   | 1,04%       | Curral Velho       | Paraíba            |
| Dinho                  | PMN     | 3.711   | 0,97%       | Niterói            | Rio de Janeiro     |
| Thiago Lucena          | PMN     | 3.553   | 0,93%       | João Pessoa        | Paraíba            |
| Mangueira              | PMDB    | 3.002   | 0,78%       | Conceição          | Paraíba            |
| Marcos Henriques       | PT      | 2.878   | 0,75%       | Areia              | Paraíba            |
| Humberto Pontes        | PTdoB   | 2.809   | 0,73%       | João Pessoa        | Paraíba            |

- 1: 4 candidatos tiveram sua votação anulada: Pedro Severino (PSDB, 116 votos), Eduardo do José Américo (PSL, 215 votos), Geraldo Potência (PTdoB, 113 votos) e Professor Adriano (PT, 5 votos).

## Aspectos da campanha
Primeira eleição disputada por PMB, PEN (atual Patriota) e Rede Sustentabilidade em João Pessoa. Nenhum dos 3 partidos elegeu representantes para a Câmara de Vereadores.
Após 10 eleições consecutivas (entre 1996 e 2014), o PCO decidiu não lançar nenhuma candidatura, enquanto o PSTU optou em disputar apenas uma vaga na Câmara Municipal, tendo Lissandro "Tanque" Saraiva e Rama Dantas como candidatos a vereador, tendo votação inexpressiva. Além do PCO, o Partido Novo e o PCB ficaram de fora da disputa eleitoral.
Os candidatos a vereador mais velhos foram o advogado Raymundo Geraldo (PSD) e a ex-deputada federal Lúcia Braga (PDT), com 82 e 81 anos de idade respectivamente, enquanto Misael Gustavo (PTB) foi o mais jovem postulante ao cargo, com 18 anos.